# Shay O'Hanlon
Shay O'Hanlon, né le 14 septembre 1941 à Dublin, est un ancien coureur cycliste irlandais. Il est à ce jour, avec quatre victoires finales, le recordman de victoires sur l'An Post Rás, la plus grande course disputée sur le sol irlandais.

## Palmarès sur route
| - 1960 - Rás Mumhan - 3e étape de l'An Post Rás - 1961 - Brian Boru Trophy - Dublin-Killarney - George Plant Memorial - Tour of Kildare - Leinster Grand Prix - Lemass Cup - Liam Healy Trophy - Palmer Cup - Tour d'Ulster - Tour of Wexford - An Post Rás: - classement général - 6eb, 7e et 8e étapes - 1962 - Tour d'Ulster - Tour of Armagh - An Post Rás: - classement général - 2e, 6ea, 6eb et 8e étapes - 1964 - Tour of Armagh - 4e et 8ea étapes de l'An Post Rás - Rás Mumhan - 3e de l'An Post Rás | - 1965 - Tour d'Ulster - An Post Rás: - classement général - 1re, 3e, 4e, 8ea et 8eb étapes - Rás Mumhan - 1966 - Rás Mumhan - 1967 - An Post Rás: - classement général - 1re, 2e et 4e étapes - 1968 - Tour of Armagh - 5e étape de l'An Post Rás - 1969 - 6e étape de l'An Post Rás - 1974 - 9e étape de l'An Post Rás - 1975 - Champion d'Irlande sur route - 4e et 8e étapes de l'An Post Rás - 1977 - Tour of Armagh |